# 페르뮴

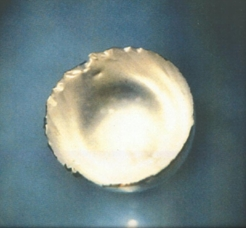
페르뮴과 이터븀의 합금

페르뮴(문화어: 페르미움←영어: Fermium 퍼미엄[*], 독일어: Fermium 페르미움[*])은 화학 원소로 기호는 Fm(←라틴어: Fermium 페르미움[*]), 원자 번호는 100이다. 이름은 실험과 이론을 넘나들며 현대 물리학계에 뛰어난 업적을 남긴 엔리코 페르미(Enrico Fermi)를 따라 명명되었다. 원자로에서 합성할 수 있는 최대의 원소이지만, 즉시 붕괴해 버린다.

## 용도
현재는 성질이 잘 알려지지 않아 실용적인 용도가 없다. 가끔씩 연구용으로 사용된다.